# Run (Jerney Kaagman)
Run was het tweede studioalbum waarmee Jerney Kaagman een solocarrière probeerde op te bouwen. Ze slaagde er niet in; in tegenstelling tot haar eerste album kreeg ze nu juist het verwijt dat de muziek te veel in haar Earth & Firestijl was blijven hangen. Het album werd uitgebracht door Polydor (het platenlabel van Earth & Fire). Opnamen vonden plaats in de Wisseloord Studio's.
Als muziekproducenten traden haar man Bert Ruiter en Ton Scherpenzeel van Kayak op; beide heren waren ook van de partij tijdens de kortstondige reünie van Earth & Fire in 1987 volgend op Run. De hoes werd opgesierd door een foto van Kaagman gemaakt door Ronnie Hertz.
Het album haalde geen plaats in de albumlijsten. De compact disc-versie was al snel uitverkocht, hetgeen wijst op een bescheiden oplage. Een cd-versie was na enkele jaren wel (weer) te bestellen (CD on Demand bij Fonos). Desalniettemin werd er in 1991 wel een Japanse cd-persing uitgebracht.

## Musici
- Jerney Kaagman – zang
- Edwin Schimscheimer – toetsinstrumenten, achtergrondzang
- Ton Scherpenzeel – toetsinstrumenten
- Tjeerd van Zanen, Age Kat – gitaar
- Ab Tamboer, Max Werner  – drumstel, percussie
- Justine Pelmelay, Carmen Sars, René Portegies, Irene Linders - achtergrondzang

## Muziek
| Nr. | Titel                                          | Duur |
| --- | ---------------------------------------------- | ---- |
| 1.  | Queen of hearts (Scherpenzeel, Linders)        | 4:11 |
| 2.  | The man of love (Ruiter, Schimscheimer)        | 3:53 |
| 3.  | Don’t say it (Ruiter, Schimscheimer)           | 4:08 |
| 4.  | Running away from love (Scherpenzeel, Linders) | 3:58 |
| 5.  | Love at an end (Ruiter, Schimscheimer)         | 4:46 |

| Nr. | Titel                                               | Duur |
| --- | --------------------------------------------------- | ---- |
| 1.  | I don’t wanna talk about it (Ruiter, Schimscheimer) | 3:26 |
| 2.  | Tell me (Guus Willemse)                             | 3:38 |
| 3.  | You’ve got to believe ite (Ruiter, Schimscheimer)   | 4:41 |
| 4.  | Dance to the music (Ruiter, Schimscheimer)          | 3:41 |
| 5.  | Victim of the night (Ruiter)                        | 3:41 |